# Parafia Matki Bożej Bolesnej w Brzeszczach-Jawiszowicach
Parafia pw. Matki Bożej Bolesnej w Brzeszczach-Jawiszowicach – parafia rzymskokatolicka znajdująca się w Jawiszowicach, obejmująca swoim zasięgiem część Brzeszcz i część Jawiszowic. Należy do dekanatu Jawiszowice diecezji bielsko-żywieckiej. Erygowana została 26 czerwca 1983.